# Assoungha
Assoungha er et af de fire departementer, som udgør regionen Ouaddaï i Tchad.
13°28′02″N 22°12′02″Ø / 13.4672°N 22.2006°Ø